# Lohberge
Die Lohberge sind ein maximal etwa 129 m ü. NHN hoher Höhenzug im Landkreis Harburg in Niedersachsen. Sie bilden den Südteil der Schwarzen Berge, deren Nordteil die Harburger Berge sind. Früher existierte neben dem Namen Lohberge auch die Bezeichnung Brunsberge. Geomorphologisch gesehen stellen sie eine in der Saaleeiszeit entstandene Endmoräne dar. Das bewaldete Gebiet ist beliebtes Naherholungsgebiet.

## Geographie

### Lage
Die Lohberge erstrecken sich im Nordnordwesten der Hohen Heide, dem zentralen Endmoränenzug der Lüneburger Heide. Teile im nördlichen Mittelteil und im Süden der Landschaft liegen im Naturpark Lüneburger Heide, der Nordteil und südliche Mittelteil hingegen befinden sich außerhalb des Parks. Direkt nordnordwestlich der Hügellandschaft liegt im Stadtgebiet von Buchholz in der Nordheide die Kreuzung der Bundesstraßen 3 und 75.
Den Übergangsbereich von den Lohbergen zu den nördlich anschließenden Harburger Bergen bildet beim Buchholzer Ortsteil Steinbeck mit dem Ortsteil Meilsen die dort etwa in Nordost-Südwest-Richtung durch eine Einsenkung verlaufende B 75. Am Nordnordostrand der Landschaft liegt der Buchholzer Kernort und etwas südlich davon am Ostrand Seppensen (zu Holm-Seppensen). Am Südostrand befinden sich Holm (Holm-Seppensen) und Wörme, im Südteil Handeloh (früher Handorf bei Tostedt genannt) und an der Südspitze Wintermoor, das zum im direkt südlich der Lohberge befindlichen Heidekreis gehört. In diesem Südzipfel liegt die Dröge Heide. Von Wintermoor in Richtung Norden betrachtet reihen sich am Westrand Welle, Höckel, Langeloh und Neddernhof aneinander. Am Nordnordwestrand liegt Sprötze.
Passiert werden die Lohberge durch die jeweils etwas entfernt des Höhenzugs verlaufenden Flüsse Seeve im Südosten und Este im Westen, die beide in nördlichen Richtungen der Elbe zufließen.

### Naturräumliche Zuordnung
Der Lohberge gehören in der naturräumlichen Haupteinheitengruppe Lüneburger Heide (Nr. 64), in der Haupteinheit Hohe Heide (640) und in der Untereinheit Wilseder Endmoränen (640.0) zum Naturraum Schwarze Berge (640.00). Nördlich der Lohberge liegen als Nordteil der Schwarzen Berge die Harburger Berge und nordöstlich befindet sich der Naturraum Harburger Hügelland (644.0), der zur Haupteinheit Luheheide (644) zählt. Nach Südosten leitet die Landschaft zum Naturraum Wilseder Berge (640.01) über, der zu den Wilseder Endmoränen zählt, und nach Südsüdwesten zum Naturraum Finteler Niederungen (631.17), der Teil der Haupteinheit Wümmeniederung (631) ist. Nach Westen leitet sie zur Untereinheit Tosteder Geest (634.7) über, der zur Haupteinheit Zevener Geest (634) gehört.

### Erhebungen
Zu den Lohbergen gehören – sortiert nach Höhe in Meter (m) über Normalhöhennull (NHN):
- Brunsberg (⊙; ca. 129 m),[3] bei Sprötze
- Sprötzer Berge (⊙; 110,0 m),[1] bei Sprötze
- Flidderberg (⊙; ca. 107 m),[3] bei Höckel
- Höllenberg (⊙; ca. 101 m),[1] bei Seppensen
- Stucksberg (⊙; ca. 70,3 m),[1] bei Wintermoor in der Dröge Heide

## Schutzgebiete
Im Norden der Lohberge liegt das Naturschutzgebiet Heiden und Wälder am Brunsberg (ursprünglich 1954 als Naturschutzgebiet Brunsberg ausgewiesen, 2024 erweitert; 131 ha groß). Dort befinden sich auch Teile des Landschaftsschutzgebiets (LSG) Lohbergen, Höllental und angrenzende Flächen (CDDA-Nr. 322651; 1997; 5,49 km²). Im Osten der Lohberge liegt das Naturschutzgebiet Büsenbachtal und Wörmer Wälder (2024 ausgewiesen; 222 ha groß).

## Wanderwege
Folgende Wanderwege durchziehen die Lohberge:
- Europäischer Fernwanderweg E1, von Fischbek über Tempelberg, östlich von Schwiederstorf, vorbei am Karlstein, westlich von Emsen.
- Heidschnuckenweg (Fernwanderweg), von Bahnhof Hamburg-Neugraben-Fischbek durch die Lüneburger Heide zum Schloss Celle

## Verkehr und Wandern
Nordnordwestlich der Lohberge kreuzen sich westlich von Buchholz in der Nordheide und nördlich von Sprötze die Bundesstraßen 3 und 75. Die B 3 führt entlang dem Westrand der Hügellandschaft und die B 75 nördlich vorbei. Durch den Nordteil der Landschaft verläuft der Abschnitt Sprötze–Buchholz der Bahnstrecke Wanne-Eickel–Hamburg und entlang ihres Ostrandes der Abschnitt Buchholz–Holm-Seppensen–Handeloh–Wintermoor der Heidebahn. Zum Beispiel an diesen Verkehrsachsen beginnend kann der Höhenzug erwandert werden.
Ein sehr beliebter Freizeitsport in den Lohbergen ist das Mountainbiken.